# Moros (Saragossa)
Moros („die Mauren“) ist ein nordspanischer Ort und eine Gemeinde (municipio) mit 269 Einwohnern (Stand: 2024) im Westen der Provinz Saragossa und der Autonomen Region Aragonien. Der Ort gehört zur bevölkerungsarmen Serranía Celtibérica.

## Lage und Klima
Der nahe der Grenze zur altkastilischen Provinz Soria gelegene Ort Moros liegt auf einer ca. 700 bis 790 m hohen Anhöhe oberhalb des Río Manubles, einem Nebenfluss des Río Jalón; er befindet sich etwa 40 km (Luftlinie) südlich der maximal ca. 2315 m hohen Sierra de Moncayo. Der Ort ist knapp 110 km (Fahrtstrecke) in südwestlicher Richtung von der Provinzhauptstadt Saragossa entfernt; die historisch und kulturell bedeutsame Stadt Calatayud ist nur ca. 24 km in südöstlicher Richtung entfernt. Das Klima ist gemäßigt bis warm; der eher spärliche Regen (ca. 390 mm/Jahr) fällt mit Ausnahme der eher trockenen Sommermonate übers Jahr verteilt.

## Bevölkerungsentwicklung
| Jahr      | 1857  | 1900  | 1950  | 2000 | 2017 |
| Einwohner | 1.286 | 1.188 | 1.361 | 510  | 364  |

Die Mechanisierung der Landwirtschaft, die Aufgabe bäuerlicher Kleinbetriebe und der damit verbundene Verlust von Arbeitsplätzen führten seit der Mitte des 20. Jahrhunderts zu einem deutlichen Rückgang der Bevölkerung (Landflucht).

## Wirtschaft
Jahrhundertelang lebten die Bewohner des Ortes direkt oder indirekt als Selbstversorger von der Landwirtschaft, zu der auch die Viehhaltung gehörte. Die Verarbeitung von Schafwolle war im 16. und 17. Jahrhundert ein bedeutender Wirtschaftsfaktor. Heute spielen Obstbaumplantagen und Weinbau wesentliche Rollen im Wirtschaftsleben des Ortes; außerdem werden Ferienwohnungen (casas rurales) vermietet.

## Geschichte
Obwohl der Ort zum Siedlungsgebiet der keltiberischen Lusonen gehörte, wurden bislang weder keltiberische noch römische oder westgotische Spuren entdeckt. Im 8. Jahrhundert drangen arabisch-maurische Heere bis ins obere Ebro-Tal vor, doch selbst aus dieser Zeit fehlen für Moros archäologisch verwertbare Spuren; im 9. oder 10. Jahrhundert entstand eine Burg (castillo). Um das Jahr 1120 wurde die Gegend von Alfons I. von Aragón zurückerobert (reconquista). Die Gegend war lange Zeit zwischen den Königreichen Aragón und Kastilien umstritten (Guerra de los Dos Pedros); dieser Streit endete erst mit der Eheschließung der Katholischen Könige Isabella I. von Kastilien und Ferdinand II. von Aragón im Jahr 1469.

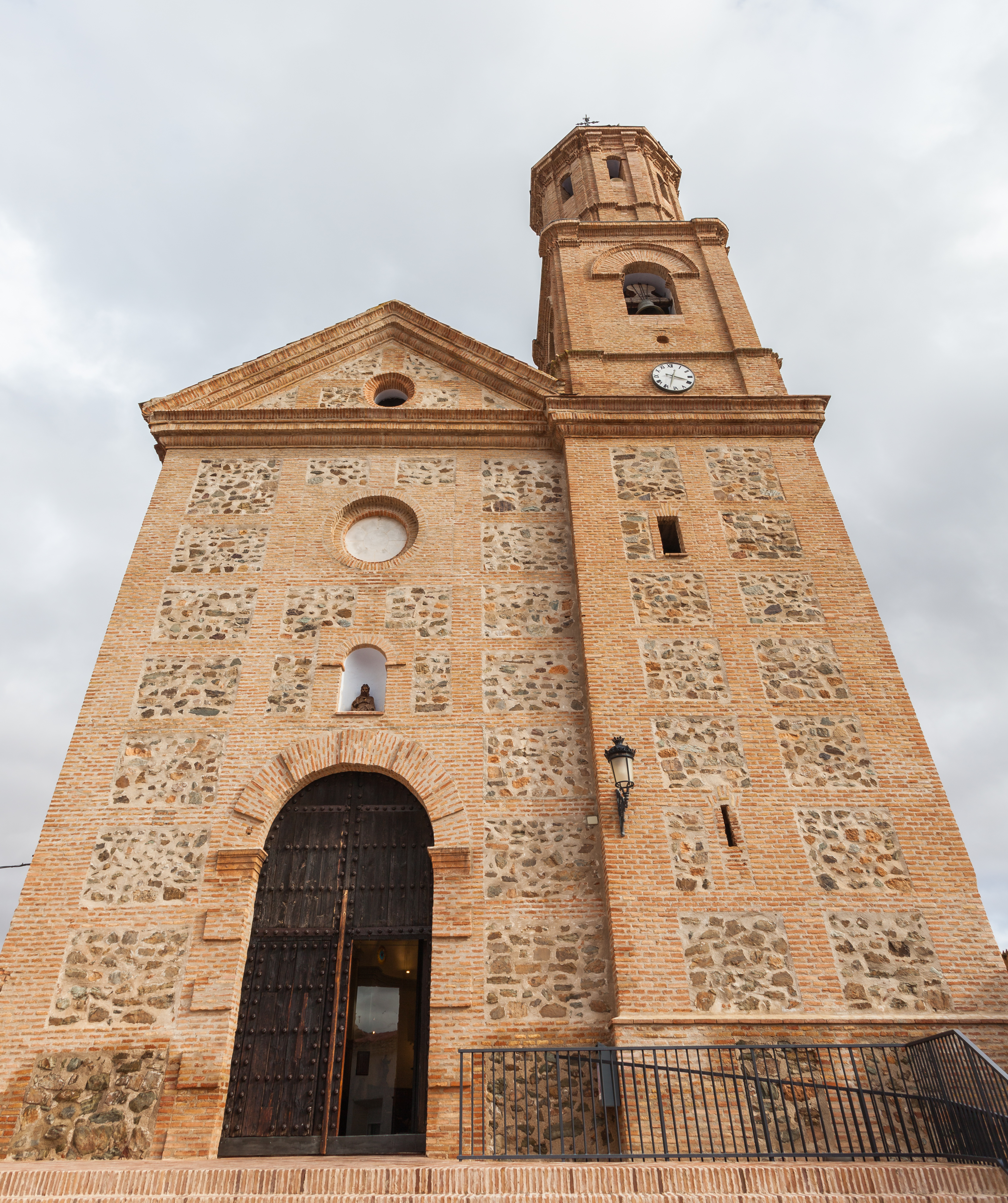
Moros – Kirche

## Sehenswürdigkeiten
- Von der im Krieg gegen Kastilien im Jahr 1362 zerstörten Burg (castillo) steht nur noch der Rest des ehemals ca. 15 m hohen Bergfrieds (torre del homenaje).[4]
- Die größtenteils in einer Mischung aus Bruch- und Ziegelsteinen im Mudéjar-Manier errichtete Kirche Santa Eulalia stammt dem 16. Jahrhundert. Nur die beiden Obergeschosse des Glockenturms (campanar) bestehen komplett aus Ziegelsteinen. Das Kirchenschiff (nave) ist sterngewölbt; die Apsis ist polygonal gebrochen.[5]

Umgebung
- Im Ort und in seiner Umgebung stehen vier Bildstöcke (peirónes).
- Die Ermita de la Vega steht etwa zwei Kilometer nördlich des Ortes.
- Von zwei weiteren Einsiedlerkirchen (Ermita de Santa Bárbara und Ermita de San Miguel) sind nur noch Ruinen erhalten.